# KDMT
KDMT (Money Talk 1690) ist eine Wirtschafts-Radiostation aus Arvada, Colorado. Sie versorgt den Denver-Boulder-Radiomarkt in Colorado und gehört der konservativ evangelikalen Salem Media Group.

## Geschichte
Die Station ging am 10. November 1997 als KAYK auf Sendung und wechselte Ende 1998 das Rufzeichen in KDAZ. Nur drei Wochen später erfolgte ein weiterer Rufzeichenwechsel in KDDZ. Danach übertrug die Station das Programm von Radio Disney. 
Am 15. September 2015 wurde bekannt gegeben, dass die Salem Media Group die letzten fünf von Disney Radio betriebenen Stationen inklusive KDDZ für 2,225 Millionen US-Dollar gekauft hatte.
KDDZ ging für 550.000 US-Dollar an die Salem Media of Colorado, Inc. KDDZ wurde zur „Salem’s Wall Street Business Network“-Mitgliedsstation für Denver umgebaut. Mit dem neuen Besitzer wechselte das Rufzeichen erneut im Dezember 2015 zum heutigen KDMT. Seit 1. Februar 2016 nennt sich das Programm Money Talk 1690.